# کمپو د بلچیته
کمپو د بلچیته (به اسپانیایی: Campo de Belchite) یک منطقهٔ مسکونی در اسپانیا است که در استان ساراگوسا واقع شده‌است. کمپو د بلچیته ۱٬۰۴۳٫۸ کیلومتر مربع مساحت و ۵٬۲۸۲ نفر جمعیت دارد.